# Hernandia drakeana
Hernandia drakeana är en tvåhjärtbladig växtart som beskrevs av Jean Nadeaud. Hernandia drakeana ingår i släktet Hernandia och familjen Hernandiaceae. Inga underarter finns listade i Catalogue of Life.